# Тамандуа
Тамандуа (лат. Tamandua) је род мравоједа у који спадају јужна тамандуа (T. tetradactyla) и северна тамандуа (T. mexicana). Живе у шумама и травњацима, али су делимично и прилагођени животу на дрвећу. Углавном једу мраве и термите, понекад и пчеле, јеленке и ларве инсеката. Када живе у кавезу. једу воће и месо. Немају зубе и ослањају се на своје моћне желуце да разграде храну. Реч tamanduá на језику племена Тупи значи мравојед, а у том језику и на бразилском португалском се та реч се односи генерално на све мравоједе. На ова два језика, тамандуа се зове tamanduá-mirim (mirim значи мали). 

## Опис
Тамандуе имају сужене главе са дугачком цевастом њушком, малим очима и истуреним ушима. У њиховим уским устима налази се језик који може бити дугачак и до 40 cm. Реп им је бездлак и розе боје са црним мрљама. Предње ноге имају по четири прста са канџама (трећи прст има најдужу канџу), а задње имају пет прстију.
Крзно им је чекињасто и густо, жућкасто-беле до светле браон боје, често са широком црном бочном траком која им покрива скоро целе бочне стране тела. Северне тамандуе су обележене словом V на леђима и имају „прслук” на грудима, док су јужне тамандуе обично светлије и имају само то V. 

## Понашање
Тамандуе су ноћне животиње, дању се крију у шупљинама дрвећа и јамама које су друге животиње оставиле празним, а ноћу су активне. Могу да проведу више од пола свог времена у крошњама, чак и до 64%, где се хране мравима и термитима. Тамандуе се по земљи крећу прилично неспретно и не могу да галопирају као њихови рођаци, џиновски мравоједи. Тамандуе ходају на боковима својих стиснутих предњих ногу како би повредили дланове својим оштрим канџама. 
Тамандуе производе мошус у аналним жлездама који им служи за обележавање територије. Тај секрет јаког мириса мажу по камењу, дрвећу, срушеним деблима и сличним предметима да би друге тамандуе осетиле њихово присуство. 
Када су у опасности док су на дрвету, тамандуе чврсто стегну гране задњим ногама и репом и усправе се  да би могле да се заштите од нападача гребањем својим великим закривљеним канџама. Када су на земљи, штите своје рањиве задње делове тако што се наслоне на дрво или стену и нападају подлактицама. 
Због својих малих очију, тамандуе имају ограничен вид. Уместо да се ослоне на чуло вида, најпре користе чуло мириса и слуха да би лоцирали инсекте које лове. Прво растргну гнездо термита својим оштрим канџама и јаким подлактицама, а онда их извлаче дугачким лепљивим језиком и једу их.
Женске тамандуе достигну сексуалну зрелост кад напуне годину дана, а након трудноће од око 160 дана обично роде једног потомка. Након рођења, мајка бебу тамандуу носи на леђима и оставља је на грани док иде да лови.

## Чување
Црвена листа IUCN сматра се треба бринути о обема врстама. Тренутно су прилично честе, али опет се суочавају са разним претњама. У Еквадору, тамандуе су убијане јер се верује да убијају домаће псе, што није тачно. На другим местима их лове за месо и трговину љубимцима. Убијају их и због чврстих тетива у реповима од којих се прави канап. 

## Однос са људима
Тамандуе се често држе као егзотични љубимци. Такође их понекад Индијанци из Амазоније користе за убијање штеточина, тј. термита и мрава.

## Постојеће врсте
| Слика | Научно име      | Обично име       | Станиште |
| ----- | --------------- | ---------------- | --- |
|       | T. mexicana     | северна тамандуа | од Мексика преко Централне Америке, а у Јужној Америци западно од Анда од северне Венецуеле до северног Перуа |
|       | T. tetradactyla | јужна тамандуа   | од Венецуеле и Тринидада до северне Аргентине, јужног Бразила и Уругваја                                      |